# Верболози (заказник)
Верболо́зи — ботанічний заказник місцевого значення в Черкаському районі Черкаської області.

## Опис
Заказник площею 3,5 га розташований поблизу с. Пекарі.
Як об'єкт природно-заповідного фонду створено рішенням Черкаської обласної ради від 03.07.2002 р. № 2-8. 
Землекористувач або землевласник, у віданні якого перебуває заповідний об'єкт — Канівська міська громада (як правонаступник Пекарівської сільської ради).
Під охороною унікальні зарості верболозів стародавньої народної селекції.